# Derwent River (Tasmansee)
Der Derwent River ist ein Fluss im Südosten des australischen Bundesstaates Tasmanien.

## Geografie

### Flusslauf
Der 203 Kilometer lange Derwent River entsteht im Lake St. Clair aus dem Cuvier River und dem Narcissus River. Von der anschließenden St. Clair Lagoon fließt er nach Süden, unterquert bei Derwent Bridge den Lyell Highway, nimmt dort den Travellers Rest River auf und tritt in den Lake King William ein. Diesen Stausee verlässt der Derwent River am Südende wieder und setzt seinen Lauf nach Südosten in vielen Mäandern und durch etliche kleinere Stauseen fort. Bei New Norfolk biegt er nach Ost-Nordosten ab und erweitert sich zum Ästuar.
Von dort legt er – bereits auf Meereshöhe – noch 52 Kilometer bis ins Meer zurück. Bei Bridgewater, wo der Midland Highway den bereits zwei Kilometer breiten Fluss überquert, wendet er seinen Lauf wieder Südosten, durchfließt die tasmanische Hauptstadt Hobart und mündet schließlich bei South Arm in die Storm Bay, eine Bucht der Tasmansee.
Die mittlere Wasserführung des Derwent River schwankt zwischen 50 und 140 m³/s. Im Jahresmittel liegt sie bei 90 m³/s.

### Nebenflüsse mit Mündungshöhen
- Cuvier River – 738 m
- Narcissus River – 738 m
- Travellers Rest River – 730 m
- Navarre River – 715 m
- Tarraleah Canal No. 2 – 715 m
- Counsel River – 403 m
- Beech Creek – 381 m
- Nive River – 229 m
- Robinson Creek – 209 m
- Florentine River – 187 m
- Jungle Creek – 187 m
- Black Bobs Rivulet – 187 m
- Repulse River – 150 m
- Broad River – 102 m
- Dee River – 89 m
- Ouse River – 79 m
- Jones River – 79 m
- Clyde River – 79 m
- Long Bottom Creek – 65 m
- Tyenna River – 40 m
- Allenvale Rivulet – 30 m
- Belmont Rivulet – 28 m
- Styx River – 23 m
- Park Creek – 23 m
- Plenty River – 17 m
- Glenfern Creek – 13 m
- Back River – 9 m
- Lachlan River – 2 m
- Sorell Creek – 0 m
- Jordan River – 0 m
- New Town Rivulet – 0 m[1]

### Durchflossene Seen und Stauseen
- Lake St. Clair – 738 m
- St. Clair Lagoon – 738 m
- Lake King William – 715 m
- Wayatinah Lagoon – 230 m
- Lake Catagunya – 187 m
- Lake Repulse – 150 m
- Cluny Lagoon – 102 m
- Meadowbank Lake – 79 m[1]

## Brücken
An der ersten Brücke des Flusses in Derwent Bridge ist dieser üblicherweise so schmal, dass man darüber springen kann. In Wayatinah, am Lake Repulse, am oberen Meadowbank Lake und in Bushy Park überqueren ebenfalls kleinere Brücken den Derwent River. Die erste längere Brücke verbindet die beiden Ufer in New Norfolk, kurz bevor das Ästuar beginnt.
Der Midland Highway (A1) überquert den Fluss zwischen Bridgewater und Granton auf der zweispurigen Bridgewater Bridge. In Glenorchy, kurz vor Hobart, überspannt die vierspurige Bowen Bridge den Fluss. Bis 1964 gab es nahe der Innenstadt von Hobart die Hobart Bridge, eine Beton-Pontonbrücke. Sie wurde durch die heutige, fünfspurige Tasman Bridge ersetzt, die unmittelbar nördlich des Hafenbeckens verläuft und die Innenstadt der tasmanischen Metropole mit den dünner besiedelten, östlichen Stadtteilen verbindet.

## Hafen
Im großen Ästuar des Derwent River liegt der Hafen von Hobart. Er soll der tiefste natürliche Hafen der südlichen Hemisphäre sein. In der Vergangenheit ankerten einige bekannte Schiffe dort, z. B. die Beagle mit Charles Darwin an Bord im Februar 1836, der Flugzeugträger Enterprise und das Schlachtschiff Missouri. Das größte Schiff, das jemals den Derwent River hinauffuhr, war die Diamond Princess, ein 61 m hohes Kreuzfahrtschiff, das eine Wasserverdrängung von 113.000 BRT besitzt und im Januar 2006 Hobart anlief. Im Bereich des Hafens ist der Derwent River fast 3 km breit und damit der breiteste Fluss in Tasmanien.

## Ökologie
Der Oberlauf des Derwent River leidet unter Einschwemmungen von Nährstoffen aus der Landwirtschaft und der Forstwirtschaft. Dagegen hat der Unterlauf mit extrem hohen Schwermetallwerten zu kämpfen. Das von der Staatsregierung ins Leben gerufene Derwent Estuary Program zeigt auf, dass besonders die Anteile an Quecksilber, Blei, Zink und Cadmium die nationalen Grenzwerte überschreiten. Im Fluss gefangene Fische und insbesondere Schalentiere, sollten nicht gegessen werden. Der größte Teil dieser Schwermetalle stammt von größeren Industriebetrieben, die ihre Abwässer in den Fluss entlassen, eine elektrolytische Zinnschmelze in Lutana, die 1917 gegründet wurde, und eine Papierfabrik in Boyer, die seit 1941 betrieben wird.

## Geschichte
Das Tal des Derwent River war seit mindestens 8.000 Jahre vor der europäischen Besiedelung vom Aboriginesstamm der Mouheneener bewohnt. Viele Køkkenmøddinger entlang des Flusses legen heute noch Zeugnis davon ab.
Seinen Namen erhielt er 1793 von John Hayes nach einem der englischen Flüsse gleichen Namens (siehe Derwent), was so viel wie „von Eichen bestandenes Tal“ bedeutet. Bei seiner Entdeckung durch die Europäer war der Unterlauf mit dichten Kasuarinenwäldern (englisch She-Oaks) bewachsen, von denen aber nur noch wenige Restbestände überlebt haben.
Bis zu den 1840er-Jahren gab es eine florierende Walfangindustrie, der dann aber durch Überfischung die Basis entzogen wurde.
Vor dem Bau mehrerer Staudamm-Projekte zwischen 1934 und 1968 kam es häufig zu Überflutungen des Derwent River. Heute bezieht Tasmanien einen Großteil seiner Energie aus Wasserkraft.